# Liste der Monuments historiques in Sorbey (Meuse)
Die Liste der Monuments historiques in Sorbey führt die Monuments historiques in der französischen Gemeinde Sorbey auf.

## Liste der Objekte
| Bezeichnung                   | Beschreibung                                              | Standort                       | Kennzeichnung | Schutzstatus | Datum | Bild |
| ----------------------------- | --------------------------------------------------------- | ------------------------------ | ------------- | ------------ | ----- | ---- |
| Skulptur Christus in der Rast | Stein, farbig gefasst, zweite Hälfte des 16. Jahrhunderts | in der Kirche St-Martin (Lage) | PM55002369    | Inscrit      | 1998  |      |